# 君士坦丁堡條約 (1479年)
1479年君士坦丁堡條約（Treaty of Constantinople），是奧斯曼帝國與威尼斯共和國為終止長達35年的戰爭而在1479年1月25日簽訂的條約。
條約確定奧斯曼的國界延伸至威尼斯共和國外圍，威尼斯人被允許保留烏爾齊尼，安提凡和都拉斯，然而他們要割讓斯庫台以及達爾馬提亞海岸的其他地區，和放棄内格罗蓬特三主国與利姆諾斯島等希臘島嶼的控制權。
此外，威尼斯人被迫繳納100000達克特賠償，並同意每年約10,000金幣作貢品以獲得在黑海的貿易特權。作為這一條約的結果，威尼斯在地中海東部黎凡特地區的地位弱化了。